# The Far Side
The Far Side è una serie a fumetti a singole vignette ideate e realizzate da Gary Larson e pubblicate negli USA dalla Universal Press Syndicate, dal 1º gennaio 1980 al 1º gennaio 1995 (quando Larson si ritirò dall'attività).

## Caratteristiche
La sua comicità surrealista era spesso basata su situazioni improbabili, antropomorfica visione del mondo, errori logici, disastri imminenti, contorti riferimenti a proverbi, o sulla ricerca del senso della vita. Il frequente impiego di animali e ambientazioni naturali è stato attribuito agli studi in biologia dell'autore. Successivamente è stato ristampato su varie pubblicazioni.

## Pubblicazione
La serie venne pubblicata su oltre 1900 quotidiani, tradotta in 17 lingue e raccolta in 23 volumi antologici oltre a essere stato oggetto di merchandising.

## Riconoscimenti
Larson è stato premiato per il suo lavoro dalla National Cartoonist Society con il Newspaper Panel Cartoon Award fnel 1985 e nel 1988, e con il Reuben Award nel 1990 e nel 1994.

## Controversie
Una delle vignette di Larson più famose mostra due gorilla che si spulciano. Uno dei due trova un capello umano sull'altro e chiede sarcasticamente: «Hai fatto ancora un po' di "ricerche" con quella sgualdrina di Jane Goodall?». Il Jane Goodall Institute protestò e - tramite i suoi avvocati - fece avere all'autore e alla sua syndication una lettera in cui la vignetta venive definita «un'atrocità». L'istituto fu però messo in difficoltà dalla Goodall stessa, che invece dichiarò di aver trovato la vignetta divertente. Da allora, tutti i profitti ricavati dai diritti di quella vignetta vengono donati al Jane Goodall Institute. La Goodall scrisse poi una prefazione per la raccolta The Far Side Gallery 5, spiegando i termini della controversia e lodando The Far Side per la creatività, che spesso viene dalla comparazione e dal contrasto tra i comportamenti umani ed animali. Anche Larson scrisse in dettaglio della controversia in The PreHistory of the Far Side.